# Wagner Augusto Guimarães dos Santos
Wagner Augusto Guimarães dos Santos, noto anche con lo pseudonimo di Dida (Santos, 28 aprile 1998), è un calciatore brasiliano, portiere del Malut Utd in prestito dal Madura Utd.

## Carriera
Dida ha iniziato la sua carriera in Brasile dove ha giocato nei campionati dello Stato di San Paolo con le maglie di Jabaquara, Elosport e Mauá, e dello Stato di Tocantins con il Tocantins de Miracema.
Nel 2021 si è trasferito in Portogallo dove ha giocato una stagione da titolare con il Fiães nel campionato distrettuale di Aveiro. Nell'estate del 2022 ha firmato con l'Estrela Amadora, diventando il terzo portiere della squadra. Il 12 novembre, a causa delle assenze del titolare Bruno Brígido e della prima riserva António Filipe, ha debuttato nel calcio professionistico giocando da titolare l'incontro di Segunda Liga vinto 1-0 contro l'Oliveirense.

## Statistiche

### Presenze e reti nei club
Statistiche aggiornate al 6 gennaio 2024.
| Stagione        | Squadra               | Campionato      | Campionato | Campionato | Coppe nazionali | Coppe nazionali | Coppe nazionali | Coppe continentali | Coppe continentali | Coppe continentali | Altre coppe | Altre coppe | Altre coppe | Totale | Totale | Totale |
| Stagione        | Squadra               | Comp            | Pres       | Reti       | Comp            | Pres            | Reti            | Comp               | Pres               | Reti               | Comp        | Pres        | Reti        | Pres   | Reti   |        |
| --------------- | --------------------- | --------------- | ---------- | ---------- | --------------- | --------------- | --------------- | ------------------ | ------------------ | ------------------ | ----------- | ----------- | ----------- | ------ | ------ | ------ |
| 2017            | Jabaquara             | SD/SP           | 1          | 0          |                 | -               | -               |                    | -                  | -                  |             | -           | -           | 1      | 0      |        |
| 2018            | Elosport              | SD/SP           | 12         | -12        |                 | -               | -               |                    | -                  | -                  |             | -           | -           | 12     | -12    |        |
| 2019            | Jabaquara             | SD/SP           | 5          | -8         |                 | -               | -               |                    | -                  | -                  |             | -           | -           | 5      | -8     |        |
| 2020            | Mauá                  | SD/SP           | 8          | -7         |                 | -               | -               |                    | -                  | -                  |             | -           | -           | 8      | -7     |        |
| 2021            | Tocantins de Miracema | PD/TO           | 3          | -8         |                 | -               | -               |                    | -                  | -                  |             | -           | -           | 3      | -8     |        |
| 2021-2022       | Fiães                 | DF Av.          | 31         | -23        |                 | -               | -               |                    | -                  | -                  |             | -           | -           | 31     | -23    |        |
| 2022-2023       | Estrela Amadora       | LdH             | 1          | 0          | CP+CdL          | 0               | 0               |                    | -                  | -                  |             | -           | -           | 1      | 0      |        |
| 2023-2024       | Estrela Amadora       | PL              | 5          | -4         | CP+CdL          | 1+0             | -2,0            |                    | -                  | -                  |             | -           | -           | 6      | 6      |        |
| Totale carriera | Totale carriera       | Totale carriera | 66         | -62        |                 | 1               | 2               |                    | -                  | -                  |             | -           | -           | 67     | -64    |        |